# Хохлатый дикобраз
Хохла́тый дикобра́з, или гребенчатый дикобраз (лат. Hystrix cristata), часто называемый просто дикобразом — типичный и наиболее известный представитель семейства дикобразовые (Hystricidae).

## Внешний вид
Дикобраз — крупный грызун; второй по величине в фауне Старого Света после бобра и третий среди современных грызунов вообще после бобра и ещё более крупной южноамериканской капибары. Вес упитанных самцов достигает 27 кг, хотя обычно гораздо меньше (8-12 кг). Длина тела бывает до 90 см, длина хвоста ещё 10-15 см.
Толстое коренастое тело покрыто густо сидящими, короткими и длинными иглами. Иглы цвета попеременно тёмного или черно-бурого и белого (кольчатые), гладкие, заострённые, слабо сидят в шкуре и потому легко выпадают. Между иглами повсюду примешаны и жёсткие щетиноподобные волосы. По бокам тела, на плечах и крестце, иглы короче и тупее, чем на середине спины. На голове имеется жёсткий хохол (отсюда и название дикобраза — хохлатый).
Иглы дикобраза двух видов — первые, длинные и гибкие, достигают длины в 40 см и более, другие иглы короче и твёрже, длиною всего 15—30 см, но до полусантиметра толщиной. Иглы хвоста имеют срезанные вершины и представляют собой, по сути, открытые трубочки. Все иглы внутри пустотелые, или наполнены губчатой роговой массой. При помощи сильно развитой системы подкожных мышц все иглы могут, по воле животного, подниматься и отгибаться назад.
Нижняя сторона тела покрыта темно-бурыми волосами. Морда дикобраза тупая и закруглённая, покрытая тёмной шерстью. На морде игл нет. Глаза круглые и маленькие. Уши маленькие и почти не заметны. Зубы, как у всех грызунов, сильные; особенно развиты резцы, покрытые оранжевой эмалью, которые хорошо видны снаружи даже когда зверь закрывает пасть.
Ноги дикобраза короткие и неуклюжие. Двигается дикобраз медленно, вперевалку, хотя при преследовании может переходить на тяжёлый бег.
Голос дикобраза слышится редко, почти всегда в случаях, когда зверь раздражён или находится в опасности. Тогда дикобраз хрюкает и пыхтит.

## Систематика и подвиды
Европейские зоологи обычно выделяют дикобразов, живущих в Европе и Северной Африке в отдельный вид дикобраз гребенчатый (Hystrix crystata). Более того, индийский дикобраз тоже иногда выделяется в отдельный вид H. indica. Однако в советской/российской литературе европейские и азиатские дикобразы считается одним видом, единственным представителем рода собственно дикобразов (Hystrix) в Евразии; остальные три вида этого рода распространены в Африке.

## Ареал
Дикобраз встречается в Южной Европе (материковая Италия) и Африке.
Численность дикобраза хотя и сократилась за последние десятилетия из-за разрушения среды обитания, остаётся ещё довольно высокой. В целом этот вид можно пока считать вне угрозы. Согласно Международной Красной книге дикобразу присвоен статус вида,
«находящегося под небольшой угрозой» (LC — Least Concern; это самая низкая категория опасности).

## Образ жизни и поведение
Дикобраз — преимущественно горное животное, обитающее также в предгорных равнинах, в том числе возделываемых, хотя изредка встречается в песчаных пустынях. Селясь среди скал, дикобраз устраивает логовище в пещерах и естественных углублениях, в пустынях — между камнями; в более мягком грунте роет норы, имеющие сложное строение и снабжённые несколькими выходами. Нора дикобраза часто превышает в длину 10 м, уходя под землю до 4 м. В норе 2-3 расширения; в одном из них располагается выстланное зеленью гнездо. Дикобраз не особенно боится близости человека и часто селится неподалёку от деревень.
Дикобраз — почти исключительно ночной зверь. День он проводит в норе и выходит лишь с наступлением полной темноты. Дикобраз не залегает в зимнюю спячку, но в холодное время менее активен и реже выходит из логова. За ночь может уйти за несколько километров от своего жилища. В местах своих переходов дикобразы оставляют хорошо заметные тропы. По таким тропам опытный следопыт легко находит логово дикобраза.
Питается дикобраз растительной пищей. Весной и летом поедает зелёные части растений, корни, луковицы и клубни. Позже, осенью, после созревания культурных растений, питается преимущественно их плодами — ест арбузы, дыни, огурцы, тыквы, виноград, люцерну. Зимой ест много древесной коры, обгрызая нижние части деревьев. Изредка, видимо, чтобы восполнить нехватку соли в организме, он поедает насекомых.
В северных частях ареала спаривание происходит обычно в марте. Беременность длится 110—115 дней, после чего самка приносит 2-3 детёнышей, иногда до 5. В более южных частях ареала спаривание не приурочено к определённому сезону, а в год бывает не один, как на севере, а 2 и даже 3 выводка. В зоопарках также отмечались 3 выводка в год.
Детёныши рождаются зрячими и с развитыми зубами. Их иглы вначале совсем мягкие, но очень быстро твердеют и уже через неделю способны сильно уколоть. Молочное кормление продолжается весьма недолго — возможно, не больше двух недель.
Что касается естественных врагов дикобраза, то их немного — иглы дают дикобразу прекрасную защиту даже от тигра и леопарда. При нападении врага дикобраз сначала предупреждает — быстро топая задними ногами, встряхивает иглами, издавая характерный громкий треск. Если враг не отступает, дикобраз быстрым коротким броском задом вперёд колет преследователя.
Множественные раны от игл дикобраза — одна из основных причин появления в Африке и Индии людоедов среди тигров и леопардов. Зверь, напоровшийся на дикобраза и получивший в морду и лапы несколько десятков игл, не может их вытащить и становится инвалидом, неспособным охотиться на свою обычную добычу — копытных. Чтобы не погибнуть от голода, хищникам остаётся нападать на людей, которые не могут, подобно копытным, быстро убежать от потерявшего былую подвижность зверя.
Из-за такой защиты дикобраз не проявляет страха перед крупными животными. Он не уступает дорогу даже автомобилю, пытаясь также угрожать ему иглами — много дикобразов гибнет таким образом под колёсами.

## Легенды об иглах дикобраза
Поверье о том, что дикобраз мечет во врагов свои иглы, подобно стрелам, очень старое — это было расхожим суеверием ещё в древнеримскую эпоху. Даже в наши дни можно часто услышать такое мнение. Оно между тем совершенно не соответствует истине. Иглы дикобраза, действительно, очень непрочно сидят в шкуре, но метать их зверь не способен — это совершенно невозможно в силу отсутствия соответствующих анатомических приспособлений. Да и трудно представить, каким образом игла должна быть стабилизирована в полёте, чтобы попасть в цель хотя бы на расстоянии нескольких шагов (тем более, что иглы дикобраза не обладают хорошими аэродинамическими качествами — например, они никогда не бывают идеально прямыми, а всегда имеют некоторый изгиб).
 Вероятно, подобное поверье возникло в связи со способностью дикобраза очень быстро, почти незаметным движением, втыкать иглы в преследователя, а затем снова отскакивать вперёд, создавая впечатление, что он всадил иглу с некоторого расстояния. Кроме того, вероятно, что при резких движениях бегущего дикобраза иглы могут сами собой выпадать из шкуры, но речь не идёт о целенаправленном их метании.
Также не подтверждена и другая распространённая легенда — о якобы ядовитости  игл дикобраза. Действительно, раны от его игл очень болезненны, часто воспаляются и заживают с трудом. Но вызывается это не ядом, а обычным заражением — на иглах обычно много грязи, пыли и песка. Более того, иглы дикобраза довольно ломки, и в ране часто остаются их кусочки, вызывающие дополнительную боль и нагноение.

## Дикобраз и человек
В местах своего обитания дикобраз часто сталкивается с человеком. Дикобраз — частый гость садов, бахчей и плантаций, где порой наносит немалый вред. Он может не только сгрызть арбузы и дыни, но и сильно испортить землю, раскапывая её. Заграждения не всегда спасают урожай от набегов дикобраза — мощные и острые резцы этого грызуна позволяют ему перегрызать даже проволочную сетку. Дикобразы часто перекусывают шланги оросительной системы, чтобы напиться воды. Истребление дикобразов как вредителей — одна из причин преследования его человеком в прошлом. В наши дни, когда дикобразов стало много меньше, вред от них едва ли можно считать значительным.
Охота ради мяса — вторая причина, по которой дикобраза преследовали (хотя далеко не все народы, знакомые с дикобразом, употребляют его в пищу). Сейчас охота на дикобраза носит в основном чисто спортивный характер, но в нынешнее время считается жестоким устаревшим занятием.
Дикобразы хорошо живут в неволе. Они быстро осваиваются, хорошо размножаются и доживают до 20 лет.
Есть мнение, что дикобразы, живущие в Италии и представляющие одну морфологическую форму с североафриканскими дикобразами, не всегда жили на Апеннинах, а были специально завезены туда римлянами, чрезвычайно любившими мясо дикобраза.